# النا زارسکی
النا زارسکی (ایتالیایی: Elena Zareschi؛ ‏ ۲۳ ژوئیهٔ ۱۹۱۶ – ۳۱ ژوئیهٔ ۱۹۹۹) بازیگر اهل آرژانتین بود.
از فیلم‌ها یا برنامه‌های تلویزیونی که وی در آن نقش داشته‌است، می‌توان به کنت آکوئیلا، اولیس، احساس مالکیت، تهاجم ۱۷۰۰ و هیرود بزرگ اشاره کرد.